# Deutsche Meisterschaften der Zauberkunst
Seit 1975 führt der Magische Zirkel von Deutschland alle drei Jahre die Deutschen Meisterschaften der Zauberkunst durch. Vorher fanden diese im Rahmen der jeweiligen FISM-Weltmeisterschaft statt. Im Jahr 2011 wurden in den Sparten Manipulation, Allgemeine Magie mit Musik, Allgemeine Magie mit Vortrag, Großillusion, Mentalmagie, Comedy, Kartenkunst, Mikromagie (Close Up) und Kinderzauberei die Spartensieger ermittelt. Der Gewinner des jeweils 1. Platzes war damit Deutscher Meister in jener Sparte.
Seit 2008 wird noch ein Gesamtsieger ermittelt, der Deutsche Meister der Zauberkunst. Dieses wird derjenige Künstler, der über alle Sparten hinweg die Höchstpunktzahl in jenem Jahr erreichte.
Jeweils im Jahr vor den Deutschen Meisterschaften finden seit 2007 mit den Terminen der Tour de Chance die Vorentscheidungen für die kommenden Meisterschaften statt. Jeweils im Jahr nach diesen erfolgt die Weltmeisterschaft des internationalen Dachverbands.

## Liste der Deutschen Meister
| Jahr | Höchstpunktzahl / Deutscher Meister der Zauberkunst (seit 2008) | Manipulation         | Allgemeine Magie (seit 2017)          | Parlour Magic / Salonmagie (seit 2017) | Allgemeine Magie mit Musik (bis 2014) | Allgemeine Magie mit Vortrag (bis 2014) | Großillusion                     | Mentalmagie                    | Comedy                                            | Kartenkunst                     | Mikromagie (Close Up)               | Kinderzauberei   |
| ---- | --------------------------------------------------------------- | -------------------- | ------------------------------------- | -------------------------------------- | ------------------------------------- | --------------------------------------- | -------------------------------- | ------------------------------ | ------------------------------------------------- | ------------------------------- | ----------------------------------- | ---------------- |
| 1975 |                                                                 | Peki                 |                                       |                                        | Jan Torell                            |                                         |                                  |                                |                                                   | Rainer Teschner                 | Werner Ritter                       |                  |
| 1978 |                                                                 | Fred van Thom        |                                       |                                        | Les Cattarius                         |                                         | Agapis                           | Chris und Paul                 |                                                   | Rainer Teschner                 | Dieter Ebel                         | Gutelli          |
| 1981 |                                                                 | Sebastian            |                                       |                                        | Mr. Black & Ursula                    |                                         | Christoph & Lou                  | Toni Forster                   | Gerhard Winkler                                   | Wolff von Keyserlingk           | Helmut Klein; Wolff von Keyserlingk | Tommy Morgan     |
| 1984 |                                                                 | Jan Forster          |                                       |                                        | Robby & Inge                          |                                         | Dieter Ebel & Valentina          | Santo & Monique                | Volker & Gerd                                     | Michael Gerhardt                | Rainer Pfeiffer                     | Tommy Morgan     |
| 1987 |                                                                 | Oguz Engin           |                                       |                                        | Andreas Häußler                       | Thomas Fischer                          | Marc et Chantal                  |                                | ChaPeau                                           | Juno                            | Guido Schmalriede                   | Thomas Fischer   |
| 1990 |                                                                 | Topas                |                                       |                                        |                                       | DESiMO                                  | The Cantervilles                 | Andreas Häußler; Wolany & Kopf | Sven Richter                                      | Helge Thun                      | Jörg Willich                        |                  |
| 1993 |                                                                 | André Eichhorn       |                                       |                                        | Clemens Valentino                     | Doctor Marrax                           |                                  | Satori                         | Die Plebsbüttel                                   | Oliver Greiner                  |                                     | Uwe Manz         |
| 1996 | Julius Frack                                                    | Nils Bennett         |                                       |                                        | Julius Frack                          | Eckart von Hirschhausen                 | Frank Musilinski                 | Fisselspecht; Jörg Alexander   | Tomoyuki Osaka; Duo Paradox                       | Jörg Alexander                  | Helge Thun                          | Sven Catello     |
| 1999 |                                                                 | Matthias Rauch       |                                       |                                        | Dart & Dané                           |                                         | Zauberteam Flick-Flack           | Andy the Enterbrainer          | Helge Thun; Duo Paradox                           |                                 | Helge Thun                          | Martin Mathias   |
| 2002 | Simon Pierro                                                    | Sascha Prochazka     |                                       |                                        | Simon Pierro                          | Ken Bardowicks                          | Stephan von Köller               | Jan Ditgen                     | Jan Ditgen; Helge Thun, Eva & Wolfgang Wirbelwind | Helge Thun                      | Helge Thun                          | Martin Mathias   |
| 2005 |                                                                 | Wave; Florian Zimmer |                                       |                                        | Axel Dedering Timo Marc               | Gaston                                  | Marc & Alex                      | Timothy Trust & Julie          | Die Zauderer                                      | Hayashi                         | Martin Eisele                       | Hartmut Schirrok |
| 2008 | Timo Marc                                                       |                      |                                       |                                        | Timo Marc                             | Alexander Merk; Siebensinn              | Timothy Trust & Julie            |                                | Der Fürst der Finsternis                          | Martin Lübcke                   | Hayashi                             |                  |
| 2011 | Alana                                                           | Jojo                 |                                       |                                        | Alana                                 |                                         | Flick-Flack Modern Magic         | Christoph Kuch; Thommy Ten     | AbraCappella                                      | Patrick Lehnen; Jan Logemann    |                                     |                  |
| 2014 | Luke Dimon                                                      | Luke Dimon           |                                       |                                        |                                       | Max Muto                                | Die Zaubertrixxer                | Thommy Ten; Amélie van Tass    |                                                   | Hannes Freytag; Vicente Noguera | David Pricking                      |                  |
| 2017 | Patrick Lehnen                                                  | Samuel Goldmann      | Patrick Lehnen                        | Axel Hecklau                           |                                       |                                         |                                  | Yann Yuro                      |                                                   | Bill Cheung                     | Hayashi                             |                  |
| 2022 | Jaana Felicitas; Lukas Brandl                                   | Nikolai Striebel     | Jaana Felicitas; Lukas Brandl; Collin | Mellow                                 |                                       |                                         | Collin; Carsten Fenner & Sabrina |                                | Siegfried & Joy                                   |                                 | Alfonso Rituerto                    |                  |
| 2024 | Max Muto                                                        | Maurice Grange       | Max Muto                              | Manuel Muerte                          |                                       |                                         |                                  |                                | Magic Maxl                                        | Christian Brandes               | Toby Rudolph; Markus Billner        | Linus Faber      |

### Weitere Spartenmeister
In unregelmäßigen Abständen wurden weitere Preisträger ermittelt:
- 1981: Dieter Ebel (Erfindungen)
- 1990: Christoph Borer (Ausländerpreis Kartenkunst)
- 1990: Eric & André (Ausländerpreis Bühnenmagie)

### Jugendmeister
Seit 1996 werden Junioren- bzw. Jugendmeisterschaften in zahlreichen der von den Erwachsenen her bekannten Sparten durchgeführt, während die beiden Sieger von 1987 und 1993 noch wie ein Spartensieger ausgezeichnet wurden. 2008 wurde erstmals der Titel Deutscher Jugendmeister der Zauberkunst vergeben.
- 1987: Topas (Junioren)
- 1993: Pit Hartling (Junioren)
- 1999: Jurim (Allgemeine Magie mit Musik)
- 2002: Claus Heintzeler (Wave) (Manipulation)
- 2005: Cody Stone (Manipulation)
- 2005: Norman Alexander (Allgemeine Magie mit Musik)
- 2008: Sos Petrosyan jun. (Deutscher Jugendmeister der Zauberkunst)
- 2008: Sos Petrosyan jun. (Manipulation)
- 2008: Jojo (Johannes Lutz) (Manipulation)
- 2008: Jakob Mathias (Mikromagie)
- 2011: Tigran Petrosyan (Manipulation)
- 2011: Jakob Mathias (Allgemeine Magie mit Vortrag)
- 2012: Simone Rau (Allgemeine Magie mit Vortrag)
- 2013: Simone Rau (Allgemeine Magie mit Vortrag) und Nikolai Striebel (Manipulation) und Marvin Seib (Großillusion)[3]
- 2014: Nikolai Striebel und Philippe Walter
- 2015: Philippe Walter
- 2016: Tigran Petrosyan
- 2018: Ari Fiedler
- 2019: Henri Hainz
- 2022: Magic Maxl
- 2023: Till Weyerstall
- 2024: Emil Simon